# Rontegari
Das Rontegari ist ein Schwert aus Java.

## Beschreibung
Das Rontegari hat eine gebogene, einschneidige, schwere Klinge. Die Klinge wird vom Heft zum Ort erst schmaler und dann breiter. Der Klingenrücken und die Schneide verlaufen s-förmig. Der Rücken ist etwa auf einem Viertel der Klingenlänge vor dem Ort abgestuft. Der Ort ist wie ein Spitzbogen geformt. Der Stahl, der zur Fertigung verwendet wird, ist dem Damaszenerstahl sehr ähnlich und wird „Pamor-Stahl“ genannt. Er ist bei dieser Klinge so verarbeitet, dass sich kohlenstoffreicher und kohlenstoffarmer Stahl keilförmig abwechseln. Dadurch entsteht das hell-dunkle Keilmuster der Klinge (siehe Weblink 1). Das Heft besteht aus Holz oder Horn und ist im Knaufbereich zur Schneidenseite hin abgebogen. Der Knauf ist abgerundet. Das Rontegari wird von Ethnien in Java benutzt.